# Wintersbourg
Wintersbourg är en kommun i departementet Moselle i regionen Grand Est (tidigare regionen Lorraine) i nordöstra Frankrike. Kommunen ligger i kantonen Phalsbourg som tillhör arrondissementet Sarrebourg. År 2022 hade Wintersbourg 260 invånare.

## Befolkningsutveckling
Antalet invånare i kommunen Wintersbourg
| Referens: INSEE |